# Lübke-Englisch
Unter der Bezeichnung Lübke-Englisch wurde eine Art von englischen Texten bekannt, die durch eine wortwörtliche Übersetzung der einzelnen Wörter aus dem Deutschen entstanden. Durch Interferenz entstehen hierbei oft auf Englisch sinnentstellte bis sogar amüsante Texte. Lübke-Englisch kann „Falsche Freunde“ beinhalten, hat aber nichts mit dem späteren Phänomen des Denglisch zu tun.

## Begriffsprägung und Rezeption
Lübke-Englisch wurde nach dem früheren Bundespräsidenten Heinrich Lübke (1894–1972) benannt, dessen Englischkenntnisse angeblich zu solchen Konstruktionen führten. Beispielsweise soll Heinrich Lübke bei einem Staatsbesuch von Elisabeth II., während sie auf den Beginn eines Pferderennens warteten, gesagt haben: Equal goes it loose, was Gleich geht es los bedeuten sollte. Dieses sowie andere angebliche Zitate waren jedoch Erfindungen der Spiegel-Redaktion. Als „Staatsoberhaupt mit den ausgewiesen miserablen Englisch-Kenntnissen“ habe man ihm nach Ansicht der Frankfurter Allgemeinen solche Zitate jedoch durchaus zugetraut. Als Ausdruck vieler Zeitgenossen, „sich Wort für Wort durch die Weltsprache zu hangeln und zu haspeln“, habe diese deutsche Eigenart „Eingang ins kollektive Gedächtnis“ gefunden. Lübkes Sprachbemühungen sind auch nicht die einzige schwer zu belegende Anekdote zum großen Staatsbesuch der Queen 1965.
Begünstigt wurde diese Form der medialen Rezeption jedoch nicht hauptsächlich durch mangelnde Sprachkenntnisse Lübkes, sondern durch seine rasch fortschreitende Zerebralsklerose, die zu Wortfindungsstörungen führte. Zudem ignorierte Lübke gerne vorhandene Redemanuskripte und versuchte frei zu sprechen. So erinnerte die Wirtschaftswoche an eine Ansprache Lübkes in Helmstedt, „bei der ihm der Name der Stadt nicht einfiel, obwohl er direkt vor einem entsprechenden Schild auf dem Bahnhof stand.“ Im geschichtlichen Rückblick stehen die Englischschwächen Lübkes im Vordergrund. Die Germanisten Georg Stötzel und Martin Wengeler sehen diese Lübke-Zitate ebenso wie die Filser-Briefe in einem Zusammenhang mit der Entstehung einer spezifischen deutsch-englischen unübersetzbaren Sprach-Mischungskultur, in deren Tradition nicht nur Helmut Kohl getreten sei, sondern auch andere wie Günther Oettinger, die der Focus als „Lübkes Erben“ bezeichnet. Guido Westerwelle versuchte Peinlichkeiten zu vermeiden, indem er auf einer Pressekonferenz in Berlin eine auf Englisch gestellte Frage nicht beantworten wollte, doch auch das brachte ihm Kritik und Häme ein.
Wie Wortspiele oder Stilblüten hat auch der Prototyp des „Lübke-Englisch“ vielfach im Unterhaltungsbereich Einsatz gefunden.